# Cerámica de Karatsu

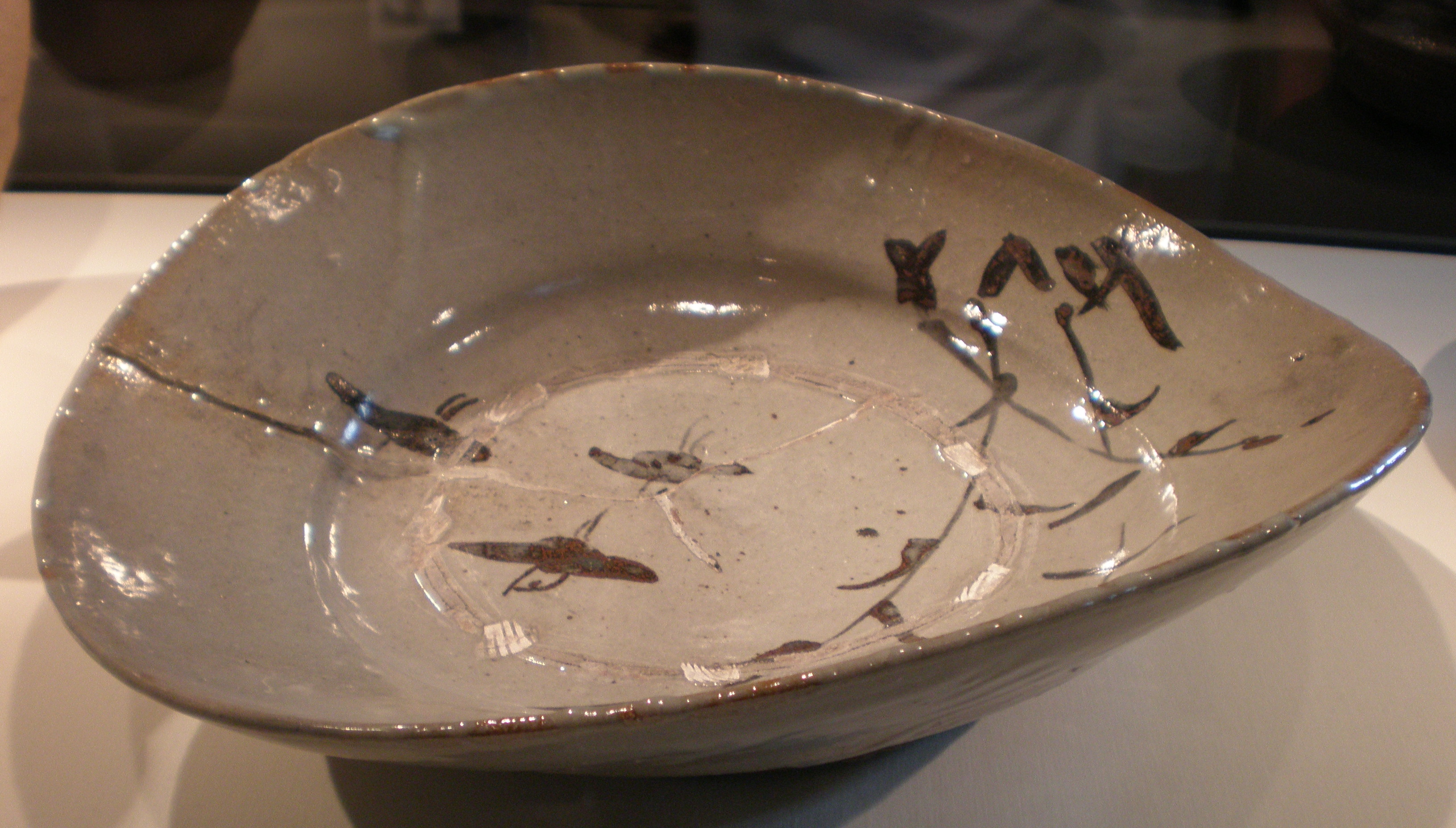
Un tazón grande con un mijo y diseño de gorrión, aprox. 1573-1615 de la región de Karatsu. Gres con decoración de esmalte de óxido de hierro. Se encuentra en exhibición en el Museo de Arte Asiático de San Francisco, California.

La cerámica de Karatsu (唐津焼 Karatsu-yaki?) es un estilo de cerámica japonesa producido en y alrededor de Karatsu, Prefectura de Saga, Japón. Existen diversas variaciones que se producen en las zonas circundantes tales como: Takeo Kokaratsu (producido en la ciudad colindante de Takeo), Taku Kokaratsu, y las de Hirado Kokaratsu  también hay variedades basadas en el estilo: estilo pintado de Karatsu, estilo abigarrado de Karatsu y estilo coreano de Karatsu. la cerámica de Karatsu es conocida por su robustez y estilo sencillo; y se considera una artesanía tradicional japonesa.
La cerámica es cocida en el horno Anagama, la cerámica de Karatsu está hecha de una arcilla rica en hierro y pueden ser sin decorar o decoradas con un vidriado, dando una sensación terrosa, simple y natural a la base de hierro piezas.
Hay un famoso dicho antiguo japonés - En primer lugar Raku, segundo Hagi, tercero Karatsu - cuando se hace referencia a la cerámica utilizada para la ceremonia del té japonesa. Es considerado uno de los mejores estilos de la cerámica para el uso en las ceremonias del té en Japón.

## Historia
Karatsu ha sido un centro de comercio exterior y el comercio desde los tiempos antiguos, y un centro de producción de cerámica desde el periodo Azuchi-Momoyama. Hoy en día hay muchos hornos en uso, así como ruinas de hornos repartidos por toda el área en la Prefectura de Saga. El estilo de cerámica debe su nombre a la ubicación en la que se produce.
Se cree que las técnicas utilizadas en la creación de artículos de Karatsu pudieron haber sido importadas de la península coreana durante la invasiones japonesas de Corea a finales del siglo XVI, aunque algunas teorías sugieren que las técnicas pueden haber estado en uso antes de este período.
La cerámica de Karatsu fue creada originalmente para los artículos de uso cotidiano, tales como vajillas, jarras, y otros artículos del hogar.  El estilo es considerado como un buen ejemplo de la estética wabi-sabi, y cuencos, platos y otros utensilios de cerámica Karatsu se utilizan a menudo en las ceremonias de té. La cerámica en general es a menudo llamada "artesanía Karatsu" en el oeste de Japón debido a la cantidad de la cerámica se produjo en la zona de Karatsu.

## Estilos
Existe una diversa variedad de estilos de artesanías de Karatsu.
Cepillo Decorado de Karatsu (絵唐津 Ekaratsu?)
Varias imágenes (flores, plantas, pájaros, criaturas mitológicas, etc) se pintan sobre la pieza utilizando un vidriado a base de hierro, a continuación, la pieza se cubre con un esmalte gris semitransparente que permite que el vidriado para mostrar. Este estilo se caracteriza por su color terroso y diseño simple.
Karatsu coreano (朝鮮唐津 Chōsen Karatsu?)
Este estilo tradicional, que fue presentado por uno o varios alfareros que trajeron desde el Dinastía Joseon durante las invasiones japonesas de Corea. Cuenta con un esmalte negro colocado bajo un esmalte blanco que ha sido despedido con paja. Los dos esmaltes corren juntos y dan una sensación de opuestos.
Abigarrado de Karatsu (斑唐津 Madara Karatsu?)
Mishima Karatsu (三島 唐 津?)
Desliz Blanco de Karatsu (粉引唐津 Kohiki Karatsu?)
Okugōrai (奥高麗?)
Seto Karatsu (瀬戸唐津?)
Verde Karatsu (青唐津 Aokaratsu?)
Karatsu Amarillo (黄唐津 Kikaratsu?)
Tallado Karatsu (彫唐津 Hori Karatsu?)
Desliz Cepillado Karatsu (刷毛目唐津 Hakeme Karatsu?)
Desliz Peinado Karatsu (櫛目唐津 Kushime Karatsu?)
Snakeskin Karatsu (蛇蝎唐津 Jakatsu Karatsu?)
Nisai Karatsu (二彩唐津?)

## Lecturas
- Takeshi, Nagatake (1979). Japanese ceramics from the Tanakamaru collection. Nueva York: The Metropolitan Museum of Art.